# Cronotachigrafo

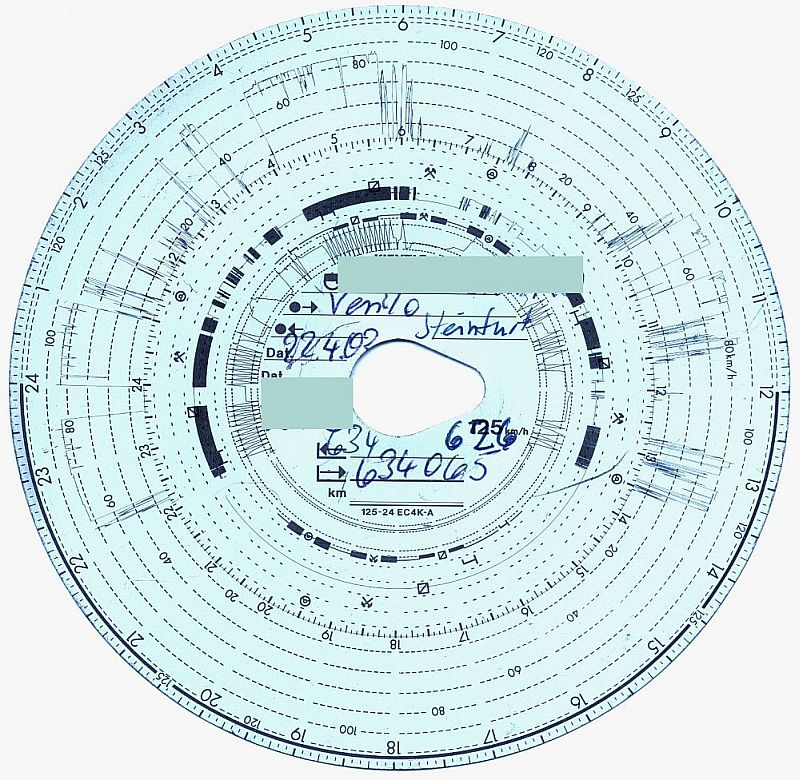
Diagramma stampato dal cronotachigrafo

Il cronotachigrafo è un componente della strumentazione di bordo dei veicoli commerciali ed industriali circolanti nell'area comunitaria europea.
Il dispositivo viene installato obbligatoriamente sui veicoli adibiti al trasporto di cose di peso complessivo superiore alle 3,5 tonnellate (autocarri, autotreni, autoarticolati), e su veicoli adibiti al trasporto di passeggeri (autobus, autosnodati) con numero di persone, compreso il conducente, superiore a nove.

## Il contesto

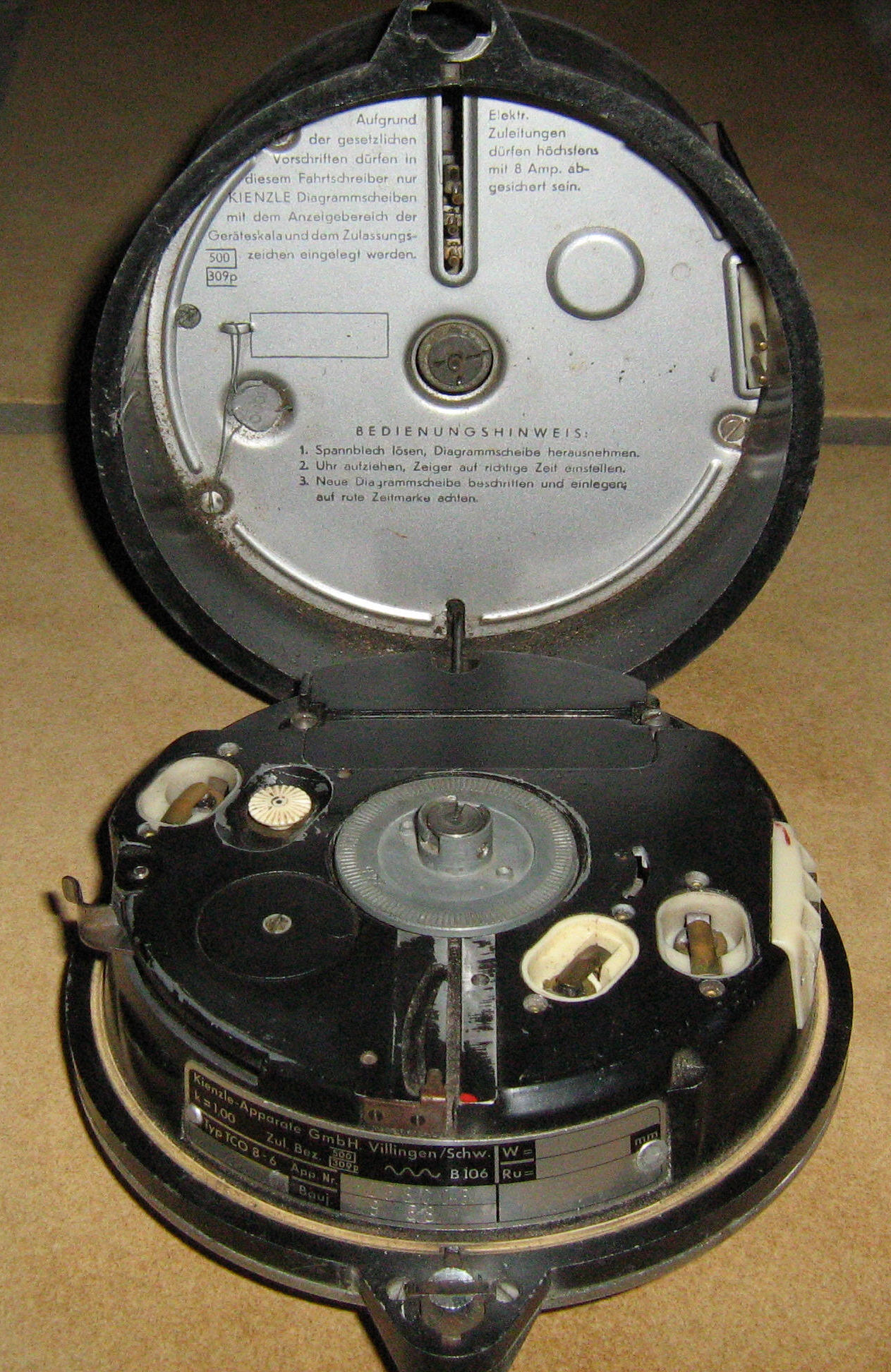
L'interno di un cronotachigrafo d'epoca

Originariamente il cronotachigrafo era interamente meccanico con quadrante circolare, per poi passare attraverso apparecchiature analogico/digitali fino alle attuali interamente digitali.
Lo strumento effettua una misurazione di tre parametri: velocità del veicolo, tempi di guida dell'autista, distanza percorsa.
Sono comunque esclusi i mezzi superiori a 3,5t adibiti al trasporto regolare di linea con percorsi entro i 50 km, i mezzi delle forze dell'ordine e le cisterne del latte.
I rilevamenti vengono combinati in modo automatico e, sulla base del Reg. Cee 561/2006, comportano il calcolo immediato delle infrazioni ai tempi di guida. Nelle apparecchiature di ultima generazione la stampa evidenzia anche tutte le altre ipotesi di infrazione al Codice della strada.
Negli apparati più datati viene impressa una serie di tre diagrammi su di un foglio di registrazione di forma circolare.
Il già citato Reg. Cee 561 dell'11/04/2006 ha imposto delle modifiche ai tempi di guida, abrogando il Reg. Cee 3820/85 fino a quel momento in vigore.
Nel caso dei cronotachigrafi analogici, il cui utilizzo è ancora ammesso, per un periodo transitorio, sui veicoli che ne erano provvisti al momento dell'immatricolazione, vanno tenuti a bordo tutti i dischetti relativi all'attività svolta negli ultimi 28 giorni lavorativi, mentre in azienda quelli relativi agli ultimi due anni.

## Obbligatorietà del cronotachigrafo

### Premessa
Il cronotachigrafo, sia esso analogico o digitale, è obbligatorio per legge solo in taluni casi, specificati dalla legge. L'articolo 179, comma 1 del Codice della strada dispone che "i veicoli devono circolare provvisti di cronotachigrafo" "nei casi previsti dal Regolamento (CEE) n. 3281/85", il quale è stato sostituito dal Regolamento (UE) 165/2014. Quest'ultimo regolamento, all'articolo 3, fa riferimento a un altro regolamento ai fini della definizione dei casi in cui è necessario il cronotachigrafo.
(Art. 3 del Regolamento (UE) n. 165/2014)
Il Regolamento (UE) 561/2006, agli articoli 2 e 3, definisce il campo di applicazione del regolamento stesso e, di rimando, anche il campo di applicazione del Regolamento 165/2014 e dell'art. 179 comma 1 del Codice della strada. 

### Casi in cui il cronotachigrafo è obbligatorio
Sulla base di quanto detto, il cronotachigrafo è obbligatorio (art. 2 del Regolamento (UE) 561/2006) nel trasporto su strada:
- di merci, con veicoli o complesso di veicoli aventi massa massima a carico ammissibile superiore a 3,5 t;
- di passeggeri, con veicoli destinati al trasporto di persone e che sono predisposti per costruzione al trasporto di più di nove persone compreso il conducente;

L'art. 3 del Regolamento (UE) 561/2006 dispone anche delle eccezioni ai due casi di cui sopra. In particolare il cronotachigrafo non è necessario nei trasporti stradali effettuati a mezzo di:
- veicoli di linea per trasporto passeggeri il cui percorso non supera i 50 chilometri;
- veicoli di proprietà delle forze armate, protezione civile, vigili del fuoco e simili;
- veicoli usati per trasporto non commerciale di aiuto umanitario;
- veicoli speciali adibiti ad usi medici;
- carri attrezzi specializzati che operano entro un raggio di 100 km dalla propria base operativa;
- veicoli per prove su strada
- veicoli di massa massima ammissibile non superiore a 7,5 t, adibiti al trasporto non commerciale di merci entro un raggio massimo di 50km dalla sede dell'azienda;
- veicoli commerciali che rientrano nella categoria dei veicoli storici (secondo la legge italiana) e sono utilizzati per il trasporto non commerciale di passeggeri e di merci.

### Trasporto da oppure verso l'estero
Il cronotachigrafo e i regolamenti sopracitati sono obbligatori nei casi di cui sopra, a patto che il trasporto su strada si svolga tutto all'interno dell'Unione europea, oppure in parte anche in Svizzera o nei paesi dello Spazio economico europeo. Se il trasporto su strada è di tipo internazionale e si svolge in parte fuori dai territori di cui sopra, si applica il regolamento AETR (art. 2 commi 2 e 3 del Regolamento (UE) n. 561/2006).

## Cronotachigrafo e orario di lavoro
Uno degli scopi principali del cronotachigrafo è, assieme alla scheda del conducente e ai fogli di registrazione, quello di fornire agli organi di vigilanza uno strumento che consenta di verificare gli orari di lavoro. Gli orari di lavoro massimi consentiti per i conducenti o dipendenti sono differenti a seconda che il lavoratore rientri o meno nella categoria del "lavoratore mobile". Alcune circolari e interpelli del Ministero del lavoro e della previdenza sociale, tra cui l'interpello n. 5817 del 2006 e la circolare n. 1625 del 2008, hanno provveduto a chiarire che rientra nella definizione di lavoratore mobile "qualsiasi lavoratore impiegato quale membro del personale viaggiante o di volo presso un'impresa che effettua servizi di trasporto passeggeri o merci su strada [omissis]...". Occorre pertanto che il settore di attività dell'azienda sia l'autotrasporto affinché si possa applicare il D. lgs. 234/2007 (che prevede una durata massima della settimana lavorativa maggiore) al posto del D. lgs. 66/2003. Altrimenti, nel caso in cui l'attività di autotrasporto dei lavoratori non sia svolta da imprese la cui attività principale è l'autotrasporto, si applica il D. lgs.  66/2003 al posto del D. lgs. 234/2007.
Per le imprese il cui settore di attività è l'autotrasporto vi è anche l'obbligo, sancito dall'articolo 8 del D. lgs 234/2007, di tenere un apposito registro dove "annotare l'orario di lavoro effettuato dai lavoratori mobili". L'articolo 8 comma 3 stabilisce inoltre che "gli obblighi di registrazione [omissis] si assolvono mediante le relative scritturazioni nel libro unico del lavoro".

### Tempi di guida e riposo
I tempi di guida e riposo sono stabiliti dal regolamento CE 561/2006 e prevedono un periodo massimo di 9 ore giornaliere elevabili due volte alla settimana a 10 ore. Il limite massimo di guida è di 56 ore settimanali che diventano 90 per una coppia di settimane. Ogni quattro ore e mezzo di guida andrà effettuata una sosta di 45 minuti, frazionabile in una prima sosta di un quarto d'ora e in una seconda di mezz'ora.

## Il cronotachigrafo digitale

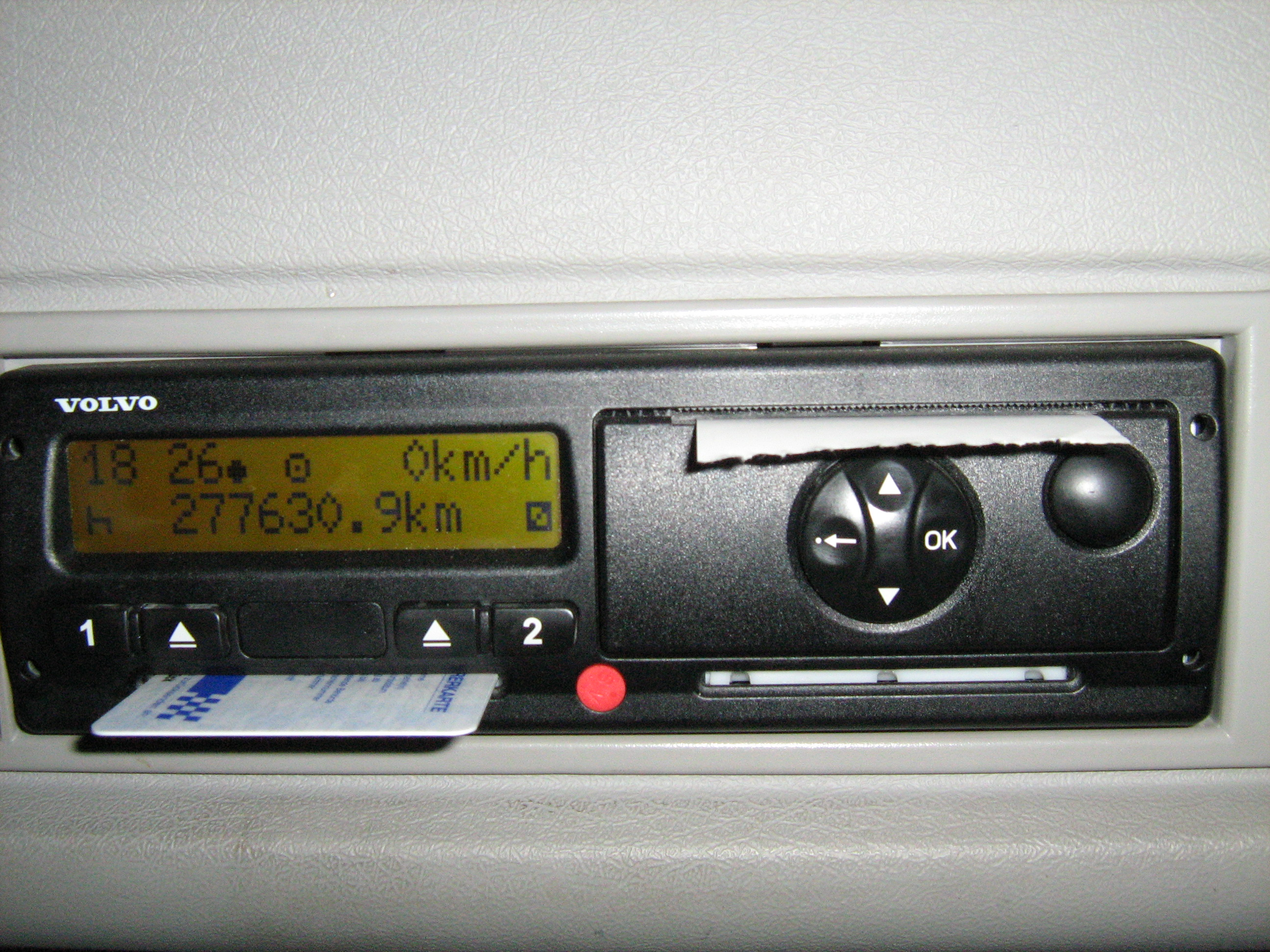
Un cronotachigrafo digitale

Il cronotachigrafo digitale, chiamato anche unità veicolo (VU) o semplicemente tachigrafo digitale, è il dispositivo di tipo più moderno, il cui montaggio è obbligatorio sui veicoli nuovi immatricolati dopo il 1º maggio 2006. L'apparecchiatura salva tutti i "tempi e movimenti" eseguiti: tempo di guida, tempo di lavoro, tempo di riposo, tempo di disposizione, velocità, eventi, guasti, errori, controlli della polizia, dati del conducente ecc..
La memoria del tachigrafo digitale può salvare 2190 conducenti e 93440 attività. Il suo funzionamento è ad anello, in caso di necessità i nuovi dati sovrascrivono quelli più vecchi.
Per scaricare i dati dall'apparecchio serve uno strumento di scarico dati e la carta dell'azienda, la carta dell'officina o la carta delle autorità.
La Legge Italiana prevede di scaricare i dati del tachigrafo digitale ogni 3 mesi e quelli della carta del conducente ogni 28 giorni.
Dal 1° gennaio 2025 i controlli da parte delle forze dell'ordine saranno non più a 28 giorni + 1, ma 56 giorni + 1.
I dati scaricati devono essere conservati per almeno 1 anno in duplice formato (per es.: sul PC e su un Hard Disk esterno o un CD/DVD ecc.).
Poi esistono vari software per poter analizzare e verificare i dati salvati nel tachigrafo digitale.

### Il funzionamento
L'apparecchiatura prevede il funzionamento attraverso una serie di carte a microprocessore (smart card), definite carte tachigrafiche, ognuna con il suo specifico uso.

#### La carta del conducente
Innanzitutto per guidare un veicolo dotato del tachigrafo digitale è necessario che l'autista sia dotato di un'apposita scheda personale, la carta del conducente, riconoscibile dallo sfondo bianco.
L'emissione di questa carta è demandata, in Italia, alle Camere di commercio; viene rilasciata mediamente in 5/15 giorni ed ha una validità di 5 anni dal momento del suo rilascio, con la possibilità del rinnovo della carta almeno 15 giorni lavorativi (al massimo 6 mesi) prima della scadenza. Naturalmente per il rilascio è necessario che il richiedente sia dotato di patente di guida di categoria idonea alla conduzione di questo tipo di veicoli.
La carta del conducente è personale, ogni conducente può possedere solo una carta pur avendo la possibilità di guidare diversi veicoli; su di essa vengono salvati i dati dell'identità del conducente, le attività eseguite (tempi di guida, tempi di riposo ecc.), la targa del veicolo, i chilometri percorsi, gli errori e gli eventi. Non vengono invece salvate le velocità.
La memoria della carta (~25kB) è sufficiente per 2604 attività che corrispondono a 93 attività al giorno per 28 giorni. La carta contiene così praticamente dai 2 ai 5 mesi di attività.
La memoria è a forma di anello, quando è piena, inizia a cancellare i dati più vecchi sulla carta.
Per legge, i dati della carta del conducente devono essere scaricati entro 28 giorni e il guidare senza carta del conducente è ammesso solo in caso di non funzionamento, perdita o furto della carta. In questi casi si può guidare senza carta fino ad un massimo di 15 giorni.

#### La carta dell'azienda
La carta dell'azienda, le cui modalità di rilascio sono le stesse di quella del conducente, sia come tempi che come ente a cui è demandata l'emissione, è riconoscibile dal colore giallo.
La sua funzione è quella di consentire l'ispezionare, lo scarico e la stampa dei dati di viaggio di tutti i veicoli dell'azienda muniti di tachigrafo digitale.

#### La carta dell'officina
La carta dell'officina, rilasciata in Italia sempre dalla Camera di Commercio, ha una validità più limitata rispetto alle precedenti, di un solo anno con la possibilità di rinnovo ed è di colore rosso
Viene rilasciata solamente ai tecnici dei centri tecnici autorizzati, che abbiano seguito un corso formativo solitamente organizzato da una delle aziende produttrici, ed è l'unica che consente modifiche ai parametri di calibrazione del cronotachigrafo.

#### La carta dell'Autorità di controllo
La carta dell'Autorità di controllo è riconoscibile dallo sfondo di colore azzurro ed è destinata sia alle Forze dell'Ordine e Polizia Municipale sia alle Direzioni Provinciali del Lavoro, autorizzate al controllo del regolare svolgimento dei servizi di trasporto.

## Riferimenti normativi
- Artt. 174, 178 e 179 del Codice della strada
- Art. 375 del DPR 16 dicembre 1992, n. 495 - Regolamento di esecuzione e di attuazione del nuovo codice della strada
- Legge 20 giugno 2007, n. 77 - Delega legislativa per il recepimento delle direttive 2002/15/CE del Parlamento europeo e del Consiglio...
- Decreto legislativo 19 novembre 2007, n. 234 - Attuazione della direttiva 2002/15/CE concernente l'organizzazione dell'orario di lavoro delle persone che effettuano operazioni mobili di autotrasporti
- Regolamento (CE) n. 561/2006
- Regolamento (UE) n. 165/2014
- Decreto legislativo 4 agosto 2008, n. 144 - Attuazione della direttiva 2006/22/CE, sulle norme minime per l'applicazione dei regolamenti n. 3820/85/CEE e n. 3821/85/CEE relativi a disposizioni in materia sociale nel settore dei trasporti su strada e che abroga la direttiva 88/599/CEE
- Interpello del Ministero del lavoro e della previdenza sociale n. 5817 del 2006, su agens.it.
- Circolare del Ministero del lavoro e della previdenza sociale n. 1625 del 2008 (PDF), su cnavicenza.it.